# Francesco Magistrale
Francesco Magistrale (* 1945 in Bitetto; † 14. Februar 2011) war ein italienischer Diplomatiker.
Er schloss sein Studium an der Universität Bari 1968 mit der laurea in Lettere bei Guglielmo Cavallo ab. Danach war er bis 1982 Assistent in Bari, hatte aber Lehraufträge für Paläographie und Diplomatik an den Universitäten in Cosenza und Lecce. 1982 wurde er professore associato, 1986 Ordinarius für diese Disziplinen. 1993 übernahm er den Lehrstuhl für Lateinische Paläographie, 1998 kam noch ein Lehrauftrag für Griechische Paläographie hinzu.
Mit Mario Capasso gründete er 2008 die kodikologisch-paläographische Zeitschrift Scripta. An International Journal of Codicology and Palaeography. Er war Mitglied der Commission Internationale de Diplomatique und zeitweise Präsident der Associazione Italiana dei Paleografi e Diplomatisti (AIPD).
Er hat sich um die Erschließung kleinerer Archivbestände zur Ergänzung des Codice diplomatico Pugliese, etwa Terlizzi und Bitritto sowie das Kathedralarchiv von Tarent, verdient gemacht. Sein Hauptwerk ist die Untersuchung der Terra di Bari als Urkundenlandschaft vom 9. bis zum 11. Jahrhundert, in der in den letzten Jahrzehnten der byzantinischen Herrschaft eine stärkere Präsenz von griechischen Elementen im lateinischen Urkundenwesen beobachtet werden kann, wie Magistrales Analyse von Formeln, Schrift und Rechtsinhalten zeigt. Der langobardischen Schriftkultur und ihrer Manifestation in der Beneventana waren verschiedene Studien gewidmet. Auch an den Chartae Latinae Antiquiores hat er nicht nur für den Süden Italiens mitgewirkt.

## Veröffentlichungen (Auswahl)
- Aggiunte al Codice Diplomatico Barese. Documenti di Terlizzi dei secc. XII e XIII. Bari 1973 (= Quaderni dell’Archivio Storico Pugliese, Bd. 11).
- Le pergamene della Cattedrale di Terlizzi (1266–1381). Bari 1976 (= Codice Diplomatico Pugliese, Bd. XXII).
- Il codice A 45 della Biblioteca Comunale "E. Rogadeo" di Bitonto. Studio codicologico, paleografico, testuale. Bari 1984.
- Notariato e documentazione in Terra di Bari. Ricerche su forme, rogatari, credibilità dei documenti latini nei secoli IX–XI. Bari 1984 (= Società di Storia Patria per la Puglia. Documenti e monografie, Bd. XLVIII).
- Cultura grafica e circolazione libraria a Bari in età medievale. Bari 1997.
- Le pergamene dell’Archivio Arcivescovile di Taranto. I (1085–1266). Galatina 1999.